# Opérette

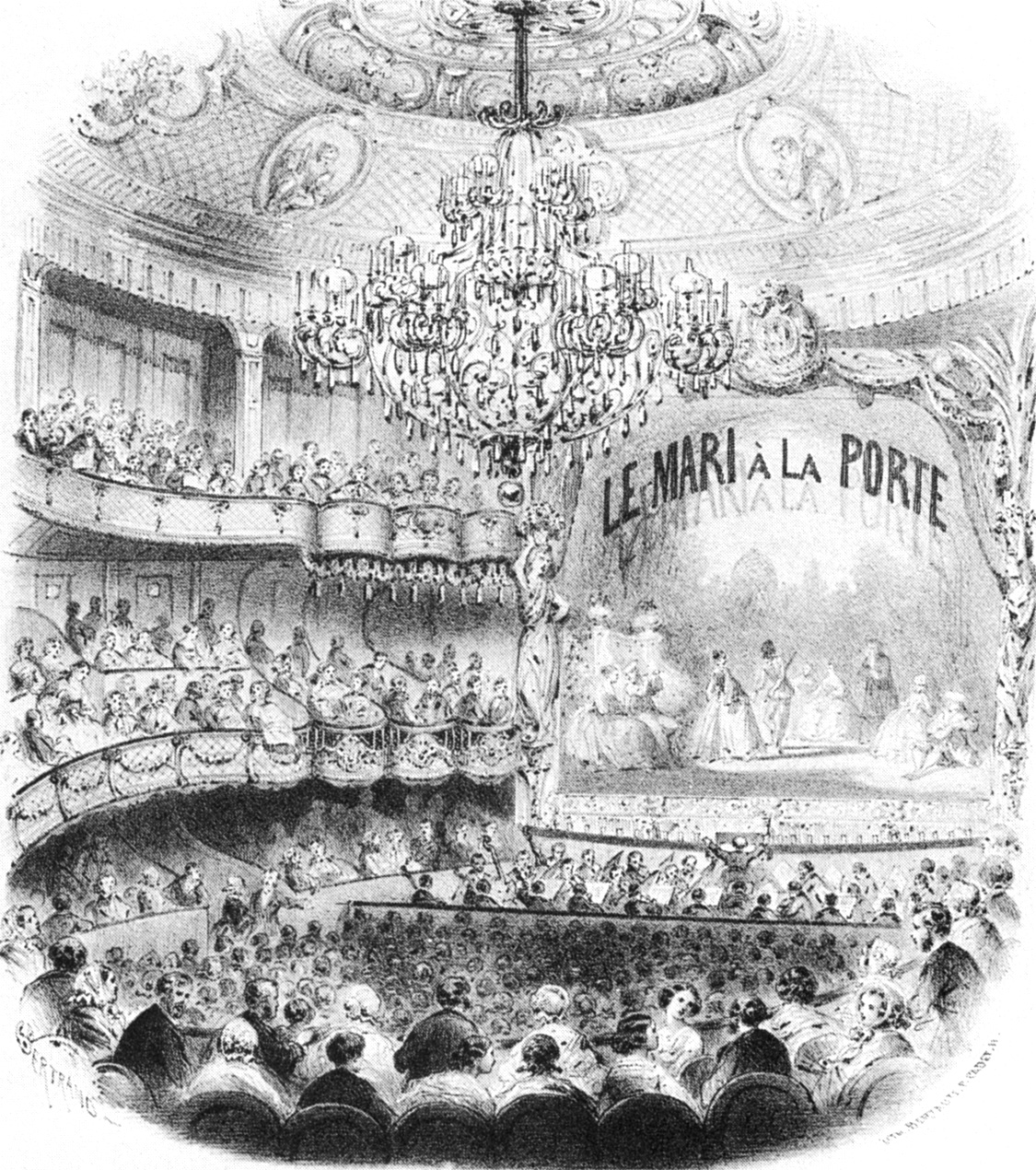
Le théâtre des Bouffes-Parisiens, tel que représenté sur une partition pour piano dUn mari à la porte, opérette de Jacques Offenbach (1859).

L'opérette est un genre musical mêlant comédie, chant et généralement danse.
Apparue au milieu du XIXe siècle, elle se situe dans la lignée commune du théâtre et de la musique classique qui avait donné naissance aux siècles précédents au ballet, à l'opéra, à l’opéra-comique et à l'opéra bouffe ; elle est à l'opéra comique ce que le vaudeville est à la comédie. Camille Saint-Saëns la décrit comme « une fille de l'opéra-comique ayant mal tourné, mais les filles qui tournent mal ne sont pas toujours sans agrément ». Elle inspirera au XXe siècle la comédie musicale, laquelle se dissociera à partir des années 1910 du genre classique par l'intégration de musiques « nouvelles » comme le jazz venues des États-Unis.
L'opérette alterne numéros chantés – et parfois dansés – et dialogues, se différenciant de l’opéra-comique par l'utilisation de musique dite « légère » (en opposition à la « musique savante ») pour ses partitions et le fait qu'elle ait une fin le plus souvent heureuse. De même que le terme de « musique légère » a pris pour une partie du public une connotation négative, celui d'« opérette » est souvent employé de nos jours - à tort - de façon générique. En effet, contrairement à une idée reçue, la plupart des œuvres les plus connues de Jacques Offenbach, comme La Belle Hélène, La Vie parisienne ou La Périchole ne sont pas des opérettes, mais des opéras bouffes (voire des opéras-comiques).

## Historique
Cette forme théâtrale et musicale existait bien avant que le terme soit créé. Le premier ouvrage répertorié (et reconstitué) à y être assimilé est Le Jeu de Robin et Marion, attribué à Adam de la Halle et écrit à la fin du XIIIe siècle.
Bon nombre d’opéras-comiques du XVIIIe siècle, en particulier ceux créés sur les foires Saint-Germain et Saint-Laurent à Paris, et du début du XIXe siècle (tels certains ouvrages de François Adrien Boieldieu, Daniel-François-Esprit Auber ou Adolphe Adam), ont inspiré le genre.
Le vaudeville, originellement avec couplets, en est également une des formes primitives, ainsi que les Singspiele allemands et autrichiens du XVIIIe siècle (comme La Flûte enchantée de Mozart).

## L’opérette française

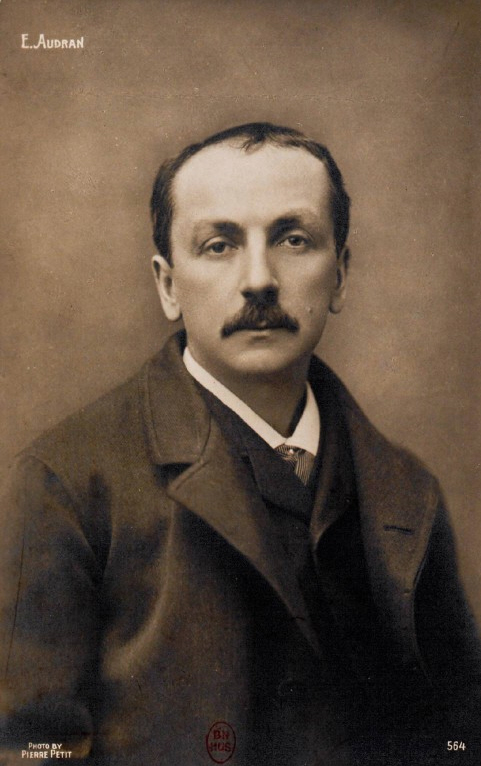
Edmond Audran (1842-1901), compositeur français.

### XIXesiècle
Tout comme l’opéra-comique, l’opérette est née en France : en 1842, Florimond Ronger, organiste de son état, fait représenter L'Ours et le Pacha, une « pochade » composée pour être interprété par les pensionnaires de l'asile d'aliénés de Bicêtre, après avoir remarqué que les plus dangereux d’entre eux se calmaient lorsqu’il jouait de la musique. C'est ainsi qu'il devient sous le pseudonyme d’Hervé, le « père de l’opérette » et un des premiers musicothérapeutes.
Mais c'est surtout Jacques Offenbach qui fixera les canons du genre, régnant en maître sur les théâtres du « boulevard » durant tout le Second Empire.
D’autres compositeurs, dont certains passeront également à la postérité, ne tarderont pas à se joindre à eux : Léo Delibes, Charles Lecocq, Robert Planquette, Edmond Audran, Louis Varney, Gaston Serpette ou encore André Messager.
L’opérette va alors de la parodie d’opéra (ne dédaignant pas détourner la mythologie comme dans Orphée aux Enfers) à la charmante bluette, en passant par la satire parfois féroce, le tout dans un esprit « typiquement français ». Les distributions vont de deux personnages (pour de courts ouvrages présentés en ouverture de rideau ou des opérettes de caf' conc') à une trentaine, voire bien plus dans les « opérettes-féeries » (ou « à machinerie ») présentées alors à la Gaîté-Lyrique, au Châtelet ou à la Porte-Saint-Martin.
L’opérette est en effet multiple et ses qualificatifs sont tout aussi variés : on rencontrera, au cours de cette époque, des ouvrages qualifiés d’« opérettes-bouffes », « opéras-bouffons », « opérettes-féeries », « opérettes-vaudevilles », « folies », « bouffonneries musicales » et autres « excentricités musicales », pouvant se décliner à l’infini. On voit ainsi une « asphyxie musicale » pour Deux sous de charbon de Léo Delibes, une « anthropophagie musicale », pour Vent-du-Soir ou une « chinoiserie musicale » pour Ba-Ta-Clan, tous deux d’Offenbach, etc.). Le qualificatif d’ « opéra-comique » a été utilisé par plusieurs compositeurs tels Charles Lecocq, Robert Planquette ou André Messager pour définir - paradoxalement - certains de leurs ouvrages moins ouvertement « comiques ». Quant à Offenbach, il excelle dans le genre de l'opéra bouffe, se plaçant dans la droite ligne de Rossini.

### XXesiècle
Le genre qui a régné durant toute la seconde moitié du XIXe siècle décline totalement à l’aube du XXe siècle. On le déclare même à l’époque « moribond », bien que des musiciens reconnus comme André Messager et de nouveaux venus comme Marius Lambert et Claude Terrasse, le maintiennent à flot. Les adaptations françaises d’opérettes viennoises, telles La Chauve-souris de Johann Strauss II, La Veuve joyeuse et Le Pays du sourire de Franz Lehár, remportent également un grand succès.
Durant la Grande Guerre, on assiste seulement à quelques reprises et à de rares créations, la plupart à caractère « patriotique », comme La Cocarde de Mimi Pinson de Gustave Goublier. Mais avec l’Armistice, le genre renait de ses cendres.
C’est Henri Christiné qui ouvre le bal avec Phi-Phi, contant de façon très revisitée les aventures amoureuses du sculpteur Phidias. Prévue pour être représentée dans le minuscule théâtre de l’Abri, c’est en fait aux Bouffes-Parisiens, alors en mal de programmation, qu’elle sera créée le 12 novembre 1918, avec un jour de retard … pour cause d’armistice ! Son succès est immédiat et elle ouvre la voie à une nouvelle forme : l’« opérette légère » (pour ne pas dire « leste ») ou « comédie musicale », celle-ci n’ayant rien à voir avec sa cousine américaine qui naît à la même époque. S’engouffreront dans cette brèche, des compositeurs qui assimileront rapidement dans leurs ouvrages les rythmes afro-américains qui commencent à déferler sur l’hexagone : Maurice Yvain, André Barde, Raoul Moretti, Pascal Bastia, Marcel Lattès, Moïse Simons ou Gaston Gabaroche.
Dans la lignée des dramaturges de « boulevard », comme Henri Meilhac et Ludovic Halévy ou Robert de Flers et Gaston Arman de Caillavet, qui avaient fourni de nombreux livrets au XIXe siècle, une nouvelle génération d'auteurs voit le jour avec les prolifiques Albert Willemetz et Yves Mirande mais aussi Sacha Guitry.
Ces opérettes modernes sont généralement interprétées tout au plus par une dizaine d’interprètes, accompagnés par une poignée de musiciens, voire un simple piano. Les petits théâtres ont ainsi la possibilité de s’ouvrir à ce genre qui bénéficie d’un regain de popularité.
Un genre particulier, résurgence de l’« opérette-féerie », apparaît dans les années 1930 : l’« opérette à grand spectacle » dont le temple sera le théâtre du Châtelet. Durant les 35 ans pendant lesquels Maurice Lehmann le dirige, des poursuites à cheval, des batailles navales au milieu d’une mer déchaînée ou encore de spectaculaires éruptions volcaniques sont les « clous » de spectacles écrits sur mesure pour son plateau unique ou d’adaptations françaises de musicals de Broadway.
Les opérettes marseillaises sont très appréciées entre 1930 et 1945, à l'Alcazar de Marseille comme à Paris, entre autres au théâtre des Variétés. Elles sont défendues par les compositeurs Vincent Scotto, Georges Sellers, des auteurs comme René Sarvil et Marc Cab ou Émile Audiffred (celui-ci est également producteur d'opérettes et directeur de théâtre), et ses interprètes célèbres, Alibert, Mireille Ponsard, Gorlett, Reda Caire...
Le théâtre Mogador s’engage également dans cette voie, avec des moyens techniques plus modestes. La plus « classique » Gaîté-Lyrique ne dédaigne pas non plus le genre entre deux ouvrages plus traditionnels, qui eux aussi bénéficient d'un regain de popularité.
Après la Libération, l’« opérette légère », de plus en plus souvent dénommée « comédie musicale », continue avec succès dans les petits établissements, sur des partitions de Georges van Parys, Guy Lafarge, Jack Ledru, Guy Magenta, Marguerite Monnot, etc. tandis que l’« opérette à grand spectacle » triomphe toujours à Mogador avec le couple vedette Marcel Merkès-Paulette Merval et au Châtelet avec un nouveau compositeur, Francis Lopez, qui aura la chance de trouver comme interprète la « perle rare » en la personne d'un jeune ténor qui deviendra un véritable phénomène, déchaînant les foules : Luis Mariano.
La situation financière du Châtelet, après le départ de Maurice Lehmann en 1966, l'oblige à des restrictions budgétaires qui finissent par mettre en lumière - selon certains - l’indigence des livrets et/ou la médiocrité des musiques, qui n’étaient pas toujours les préoccupations majeures pour ce genre d’ouvrages basés sur le spectaculaire. En 1979, la Mairie de Paris propriétaire du lieu reprend la concession du lieu, et après d’importants travaux rouvre la salle sous le nom de théâtre musical de Paris, plus spécialement tourné désormais vers l’opéra et le ballet. Il faut attendre la nomination de Jean-Luc Choplin en 2005 pour que l'opérette et la comédie musicale refassent véritablement un retour en force. Mogador, après le décès d’Henri Varna en 1969, arrive de son côté à se maintenir encore durant cinq ou six ans, puis sa programmation se diversifie sous des directions diverses et avec plus ou moins succès, jusqu'à son rachat en 2005 par la société Stage Entertainment qui prend le pari de remettre au goût du jour la comédie musicale américaine grâce aux succès éprouvés de Cabaret (aux Folies Bergère) et du Roi Lion. Quant à la Gaîté-Lyrique, elle ferme en 1963 pour cause de déficit. Elle nécessite d'importants travaux que la ville de Paris n'est pas disposée à financer et reste à l'abandon. Elle ouvre épisodiquement à partir de 1967 et son immense plateau est muré pour servir à partir de 1974, à Silvia Monfort, pour y installer son premier Carré. Au vu des risques d'incendie, six pompiers sont de service les premiers soirs de représentations. L'installation d'un plancher condamne le hall et l'escalier de marbre, Jacques Chirac, maire de Paris, débloque les fonds pour réaliser les travaux tant attendus en 1977. Ils n'auront jamais lieu. Le site est laissé à l'abandon. Au début des années 1980, le dôme magistral de la salle menace de s'effondrer et une portion de la grande salle est bétonnée faute de mieux. En 1984, le théâtre est classé à l'inventaire des monuments historiques. En 1989, le théâtre transformé en parc d'attractions est inauguré sous le nom Planète magique selon le projet de Jean Chalopin, qui fermera après à peine sept mois d’exercice. La façade, le foyer de l'Impératrice Eugénie et le hall d'entrée sont rénovés. Par contre, la grande salle à l'italienne est détruite.
Les trois grands théâtres d’opérette de la capitale disparus, seuls quelques petits théâtres continueront pour quelque temps encore, de présenter des productions modestes, parfois contestables. Fort de sa notoriété passée, Francis Lopez terminera sa carrière en réalisant, dans des salles de moins en moins prévues à cet usage, des ouvrages montés à l’économie et qui n’ont plus grand-chose à voir avec l’opérette, mais qui contribueront néanmoins à finir de discréditer le genre. Quant aux établissements de province qui subissent les mêmes problèmes financiers, leurs budgets ne sont le plus souvent plus à la mesure de leurs ambitions. Montée sans moyens et souvent à la va-vite, n'intéressant plus la nouvelle génération d'auteurs et de compositeurs, l’opérette devient peu à peu dans son ensemble synonyme de « ringardise ».

## Le «théâtre musical»
Les années 1970 marquent un tournant. La comédie musicale rock qui a révolutionné Broadway à la fin des années 1960, atteint l'Europe. Dans le sillage de Hair, plusieurs projets voient le jour avec succès en France comme La Révolution française de Claude-Michel Schönberg et Raymond Jeannot, livret d'Alain Boublil et Jean-Max Rivière, créée en 1973 au Palais des sports de Paris ou Mayflower d'Éric Charden et Guy Bontempelli en 1975 au théâtre de la Porte-Saint-Martin. Mais c'est surtout Starmania, coproduction franco-québécoise de Luc Plamondon et Michel Berger, qui en 1978 va poser les bases d'un nouveau genre qui explosera véritablement vingt ans plus tard, en 1998, avec Notre-Dame de Paris.
Dans un genre plus traditionnel, des personnalités comme Jérôme Savary ou le tandem Louis Dunoyer de Segonzac-Jean-Marie Lecoq au sein de la compagnie Fracasse préservent l'esprit d'Offenbach avec des créations (Les Empires de la Lune, Christophe Colomb), ou des versions revisitées d'opérettes du répertoire (La Belle Hélène, La Vie parisienne, La Périchole).
Le mot « opérette », trop connoté, disparaît petit à petit au début des années 1990 au profit de « théâtre musical », qui comprend également la comédie musicale (à noter à la même époque l'apparition du terme musical, principalement pour désigner les productions anglo-saxonnes). À partir de 1995, des spectacles de montages musicaux trouvent un nouveau public, tels La Java des mémoires, Les Années Twist et La Fièvre des années 80 de Roger Louret, bénéficiant d’une promotion très largement relayée par la télévision via des émissions de variétés populaires. Le 16 septembre 1998, Notre-Dame de Paris est créé au Palais des congrès. Conçu au départ comme un album discographique (comme l'avaient été Starmania ou Jesus Christ Superstar dans les années 1970) composé d'une succession de « tubes » en puissance, le spectacle de Richard Cocciante et Luc Plamondon connaît un énorme succès populaire, ouvrant la voie au retour fulgurant du « théâtre musical » sous toutes ses formes.
Si la plupart des spectacles calqués sur le modèle précédent échouent (Cindy en 2002, Belles, belles, belles en 2003, Spartacus le gladiateur en 2004) malgré quelques énormes succès (Roméo et Juliette, de la haine à l'amour en 2001, Autant en emporte le vent en 2003), un « retour aux traditions » se fait sentir avec l'éclosion de nombreuses productions plus modestes qui remportent les faveurs du public et de la critique de par leur originalité, comme Le Cabaret des hommes perdus (Molière 2007 du théâtre musical) ou L’Opéra de Sarah (Molière 2009 du théâtre musical).

## L'opérette anglo-saxonne
Le cas des pays anglo-saxons est particulier. En Grande-Bretagne, pays où le chant choral est pourtant particulièrement implanté, le théâtre musical, jusqu’à la première moitié du XIXe siècle, est - paradoxalement - surtout d’importation. L’opéra italien, dès sa naissance, y était prisé, mais le genre ne fit que peu d’émules parmi les compositeurs britanniques. Il en est de même pour l’opérette, qui fut aussi - pour commencer - de provenance française avec Offenbach et surtout Hervé (dont le Prince de Galles était un fervent admirateur), puis plus tard André Messager. Si à partir de la fin des années 1860, Arthur Sullivan, un compositeur « sérieux » grand admirateur d’Offenbach, et son collaborateur le librettiste William S. Gilbert décident de s’y consacrer avec succès, ils auront peu d’héritiers. Seuls quelques rares ouvrages dignes d’intérêt seront par la suite créés outre-Manche (on peut citer notamment The Geisha de Sidney Jones ou The Quaker Girl de Lionel Monckton).
Aux États-Unis, la situation est similaire mais son évolution est différente. Également d’importation au début (en particulier avec Offenbach qui y fit une tournée triomphale), Hervé mais aussi Johann Strauss fils, puis Arthur Sullivan ou Franz Lehàr, un genre nouveau fait son apparition au début du XXe siècle : la comédie musicale. Ce terme n'est pas à prendre selon l'acception européenne. En effet si l’opérette européenne (et la comédie musicale qui lui a succédé) est née d’une forme théâtrale (l’opéra-comique. Cf ci-dessus), la comédie musicale américaine est née de l’union de deux genres typiquement britanniques : le burlesque et la revue de music-hall.
Le premier est né vers 1830, sur les scènes populaires des « beuglants » de Grande-Bretagne. C’était une sorte de petite revue, plus ou moins construite autour d’une trame très légère, d’un thème ou d’un simple fil conducteur. La partie comédie était assurée dans les établissements les plus modestes uniquement par un « compère » et une « commère ». Le genre ne jouissait pas d’une très bonne réputation : Souvent triviaux, les spectacles étaient présentés dans des établissements jugés par les bourgeois « peu fréquentables ». Le second a vu le jour une vingtaine d’années plus tard, dans les grands caf’conc’ de Londres. C’est Charles Morton, qui en aurait été le créateur, dans l’un de ses établissements : le Cantebury Arms. Burlesque et music-hall jouissaient, dès la fin du XIXe siècle d’une grande popularité aux États-Unis. Le premier se développa même pour devenir de superbes spectacles grâce, en particulier, aux fastueuses productions de Florenz Ziegfeld.
La comédie musicale américaine dans sa forme primitive naît aux environs de 1910 en alliant le système du burlesque (avec ses scènes de comédie liant les numéros musicaux) au faste des tableaux de music-hall. On ne peut - dans ce cas - parler réellement d’opérette (bien qu’elle lui fut, à l’époque assimilée), car la continuité dramatique n’y est pas vraiment respectée : les livrets sont constitués plutôt d'une suite de liens, servant une vague histoire, voire un simple concept prétexte à donner un semblant de cohérence à l’ensemble. Les américains, d’ailleurs, faisaient alors la différence entre musical comedy et operetta, cette dernière ayant attiré plusieurs compositeurs américains (pour beaucoup émigrés des pays de l’Est) tels Victor Herbert, Sigmund Romberg ou Rudolf Friml.
Au fil du temps, la comédie musicale américaine se théâtralise peu à peu, en particulier avec l’arrivée du cinéma parlant (et chantant) qui réclame des scénarios plus cohérents, devenant, à part entière et par définition, une « opérette » dans son sens générique : les livrets plus construits respectent une véritable continuité dramatique, même si de nombreux arguments tournent autour de la répétition et la représentation d'un spectacle, remontant ainsi aux origines du burlesque. L'autre particularité héritée de sa forme primitive est l’importance de la danse.

## L’opérette de par le monde
L’opérette s’exporte également en Autriche vers 1860, à l’initiative de compositeurs tels Karl Millöcker ou Franz von Suppé. Offenbach, lors d’un voyage, à Vienne, rencontre Johann Strauss fils qui suit alors les traces de son père en composant avec un énorme succès, valses et polkas. Il le pousse à se lancer dans l’opérette. Si les livrets qui lui seront fournis sont pour la plupart médiocres, ses partitions sont de tels petits chefs-d’œuvre que la plupart de ses ouvrages font toujours partie du répertoire courant. Parmi ses héritiers, on compte Carl Zeller, Jean Gilbert, Franz Lehár, Paul Abraham, Leo Fall, le compositeur d’origine tchèque Ralph Benatzky ou encore le Hongrois Emmerich Kálmán. Malgré leur rythme entraînant et le pittoresque du folklore, certaines de ces opérettes se terminent parfois de façon nostalgique.
En Espagne l'opérette ne s'exporte pas vraiment mais au début du XIXe siècle le pays avait connu la renaissance de son art lyrique national, la zarzuela, un genre créé au milieu du XVIIe siècle pour concurrencer l’opéra italien. Ainsi, entre le dernier quart du XIXe siècle et le début du XXe, après l'avènement de l'opérette en France, quelques zarzuelas prirent parfois un ton léger que l’on pourrait rapprocher de l’opérette. Mais ces ressemblances avec l'opérette restent marginales car la très grande majorité de zarzuelas ont une tonalité dramatique, rarement portée à l’amusement et conduisant souvent à des fins tragiques (la meilleure correspondance esthétique serait plutôt l’opéra-comique français ou le singspiel allemand, en raison notamment de la présence de dialogues parlés).
Les correspondants français et viennois de l’opérette ont, en revanche, eu plus de chance et rapidement ont envahi toute l’Europe et même passé les océans. Ils ont suscité de nombreuses vocations et l’on peut recenser de façon parfois anecdotique, des opérettes grecques, italiennes, arméniennes (notamment avec le compositeur Dikran Tchouhadjian), russes, roumaines, scandinaves, ou plus tard américaines. Robert Pourvoyeur, qui fut un grand spécialiste du genre, a consacré une série d’articles à ce répertoire méconnu, dans la revue Opérette au cours des années 1980.

## Quelques opérettes célèbres

### Opérettes françaises
XIXe siècle
- Edmond Audran

1877 : Le Grand Mogol (2e version en 1884)
1880 : La Mascotte
1890 : Miss Helyett
1896 : La Poupée
- Emmanuel Chabrier

1877 : L’Étoile
1879 : Une éducation manquée
- Louis Ganne

1899 : Les Saltimbanques
1906 : Hans le joueur de flûte
- Hervé

1868 : Chilpéric
1869 : Le Petit Faust
1877 : L'Œil crevé
1883 : Mam'zelle Nitouche
- Charles Lecocq

1874 : Giroflé-Girofla
1878 : Le Petit Duc
- André Messager

1897 : Les P'tites Michu
1898 : Véronique
- Jacques Offenbach[11]

1855 : Ba-ta-clan
1858 : Orphée aux Enfers (2e version en 1874)
1866 : La Vie parisienne (2e version en 1873)
1868 : La Périchole (2e version en 1874)
1869 : Les Brigands (2e version en 1878)
1872 : Le Roi Carotte
1875 : Le Voyage dans la Lune
- Robert Planquette

1877 : Les Cloches de Corneville
1884 : Rip
- Louis Varney

1880 : Les Mousquetaires au couvent
XXe siècle
- Henri Christiné

1918 : Phi-Phi (lyrics d'Albert Willemetz)
1921 : Dédé
- Charles Cuvillier

1918 : La Reine joyeuse
- Robert Dumas

1935 : Ignace
- Reynaldo Hahn

1923 : Ciboulette
1925 : Mozart (livret de Sacha Guitry)
1931 : Brumell
1933 : Ô mon bel inconnu
- André Messager (suite)

1907 : Fortunio
1919 : Monsieur Beaucaire
1923 : L'Amour masqué (livret de Sacha Guitry)
1926 : Passionnément
1928 : Coups de Roulis
- Manuel Rosenthal

1930 : Rayon des Soieries
1937 : La Poule noire
- Claude Terrasse

1900 : La Petite Femme de Loth (livret de Tristan Bernard)
1901 : Les Travaux d'Hercule (2e version en 1913)
1902 : Au temps des Croisades (2e version sous le titre de Péché Véniel en 1903)
1903 : Le Sire de Vergy
1904 : Monsieur de la Palisse
- Maurice Yvain

1922 : Ta Bouche
1923 : La-Haut
1925 : Pas sur la Bouche
- Vincent Scotto

1932 : Au Pays du Soleil
1933 : Trois de la Marine
1935 : Un de la Canebière
- Émile Audiffred

1936 : Au Soleil de Marseille
1938 : Marseille mes Amours
1937 : Ma belle Marseillaise
1940 : Le Port du Soleil
1940 : L'escale du Soleil
1942 : Voilà Marseille
1942 : Bonjour Marseille
1942 : Avec le Soleil
1943 : La Vie de château
1944 : L'amour en vacances
1945 : De Montmartre à la Canebière
après 1945
- Charles Aznavour

1965 : Monsieur Carnaval
1973 : Douchka
- Henri Betti

1946 : Mam'zelle Printemps
1949 : Baratin
1950 : L'École des femmes nues
1953 : Mobilette
1957 : Maria Flora
1969 : Le Marchand de soleil
- Francis Lopez

1945 : La Belle de Cadix
1947 : Andalousie
1948 : Quatre jours à Paris
1951 : Le Chanteur de Mexico
1952 : La Route fleurie
1955 : Méditerranée_(opérette)
1959 : Le Secret de Marco Polo
1967 : Le Prince de Madrid
- Marguerite Monnot

1956 : Irma la Douce (livret d'Alexandre Breffort)
- Pierre Petit

1948 : La Maréchale Sans-Gêne
- Vincent Scotto

1948 : Violettes impériales
1950 : La Danseuse aux étoiles
1953 : Les Amants de Venise
- Maurice Yvain

1946 : Chanson gitane
1958 : Le Corsaire noir

### Opérettes viennoises et germaniques
- Franz Lehár

1905 : La Veuve joyeuse (Die lustige Witwe) - création française : 1909
1909 : Le Comte de Luxembourg (Der Graf von Luxemburg) - création française : 1912
1927 : Le Tsarévitch (Der Zarewitsch) - création française : 1929
1929 : Le Pays du sourire (Das Land des Lächelns) - création française : 1932
1958 : Rose de Noël - montage posthume
- Johann Strauss fils

1874 : La Chauve-Souris (Die Fledermaus) - création française : 1904
1885 : Le Baron tzigane (Der Zigeunerbaron) - création française : 1895
1883 : Une nuit à Venise (Eine Nacht in Venedig) - création française : 1930
1899 : Sang viennois (Wiener Blut) - création française : 1930
1933 : Valses de Vienne - montage posthume
- Oscar Straus

1907 : Rêve de valse (Ein Walzertraum) - création française : 1910
1935 : Trois valses (Drei Walzer) - création française : 1937
- Emmerich Kálmán

1915 : Princesse Czardas (Die Csárdásfürstin) - création française : 1921
1921 : La Bayadère (Die Bajadere) - création française : 1925
1924 : Comtesse Maritza (Gräfin Mariza) - création française : 1930
- Ralph Benatzky

1930 : L'Auberge du Cheval-Blanc (Im weißen Rößl) - création française : 1932
- Nico Dostal

1933 : Clivia
- Fred Raymond

1937 : Masque en bleu (Maske in Blau)
- Ludwig Schmidseder

1940 : Les femmes dans le “Metropol” (Frauen im Metropol)
- Igo Hofstetter

1964 : Roulette de cœurs (Roulette der Herzen)

### Opérettes anglaises
- William S. Gilbert et Arthur Sullivan

1878 : HMS Pinafore
1879 : The Pirates of Penzance
1885 : The Mikado
1889 : The Gondoliers
- Sidney Jones (avec Lionel Monckton)

1896 : The Geisha - création française : 1898
- Lionel Monckton

1910 : The Quaker Girl ( avec Gina Palerme) - création française : 1911
1909 : The Arcadians - création française : 1913

### Opérettes américaines
- John Philip Sousa

1895 : El Capitan
- Victor Herbert

1903 : Babes in Toyland
1906 : The Red Mill
1910 : Naughty Marietta
- Rudolf Friml

1924 : Rose-Marie - création française : 1927
- Sigmund Romberg

1924 : The Student Prince
1926 : The Desert Song
1928 : The New Moon
- Leonard Bernstein

1956 : Candide

### Opérettes italiennes
- Mario Pasquale Costa

1922 : Scugnizza (it)
- Ruggero Leoncavallo

1912 : La reginetta delle rose
- Pietro Mascagni

1919 : Si (operetta) (it)
- Giuseppe Pietri

1915 : Addio giovinezza!
1920 : L'acqua cheta (it)
- Virgilio Ranzato

1923 : Il paese dei campanelli (it)
1925 : Cin Ci La (it)

### Zarzuelasproches de l'opérette
Des œuvres suivantes, les deux seules néanmoins identifiées pleinement comme « opereta » (« opérette ») sont La corte de Faraón (1910), sous-titrée « opereta bíblica » et La Generala (1912), désignée par son auteur comme « opereta cómica en dos actos » :
- Francisco Asenjo Barbieri

1874 : El barberillo de Lavapiés
- Tomás Bretón y Hernández

1894 : La verbena de la Paloma
- Ruperto Chapí

1891 : El rey que rabió
1897 : La Revoltosa
- Federico Chueca

1886 : La Gran Vía - création française : 1896
1897 : Agua, azucarillos y aguardiente
- Vicente Lleó

1910 : La corte de Faraón
- José Serrano Simeón

1909 : La alegría del batallón
- Pablo Sorozábal

1934 : La del manojo de rosas
- Amadeo Vives

1912 : La Generala